# Giuseppe Verucchi
Giuseppe Verucchi (ur. 22 listopada 1937 w Pavullo nel Frignano, zm. 12 lutego 2025 w Modenie) – włoski duchowny katolicki, arcybiskup Rawenny w latach 2000–2012.

## Życiorys
Święcenia kapłańskie otrzymał 29 czerwca 1961 i został inkardynowany do archidiecezji Modena. Po święceniach został kapelanem w Castelnuovo Rangone, gdzie przebywał przez 10 lat. W 1971 został proboszczem w Formigine. W 1986 został zwolniony z tej funkcji i mianowany wikariuszem generalnym archidiecezji. W latach 1997–2000 był proboszczem w Fiorano Modenese. 
W tym samym dniu, 16 czerwca 1997, razem z nominacją proboszczowską otrzymał urząd dyrektora Diecezjalnego Urzędu ds. Sztuki Sakralnej i Dóbr Kulturalnych (Direttore dell’Ufficio Diocesano di Arte Sacra e Beni Culturali) oraz delegata arcybiskupiego dla kontaktów z konserwatorem zabytków i instytucjami kulturalnymi (Delegato arcivescovile per i rapporti con le Soprintendenze e gli Enti Culturali).
W 1992 roku otrzymał tytuł Prałata Honorowego Jego Świątobliwości.

### Episkopat
9 marca 2000 papież Jan Paweł II mianował go ordynariuszem archidiecezji Ravenna-Cervia. Sakry biskupiej udzielił mu 13 maja 2000 ówczesny arcybiskup Modeny – Benito Cocchi. Święcenia odbyły się na Piazza Grande w Modenie. 3 czerwca 2000 objął kanonicznie diecezję Ravenna-Cervia.
17 listopada 2012 złożył rezygnację ze względu na osiągnięcie wieku kanonicznego, a 20 stycznia 2013 przeszedł na emeryturę. Jego następcą został Lorenzo Ghizzoni.
Zmarł 12 lutego 2025 w Modenie.